# Witold Gałka

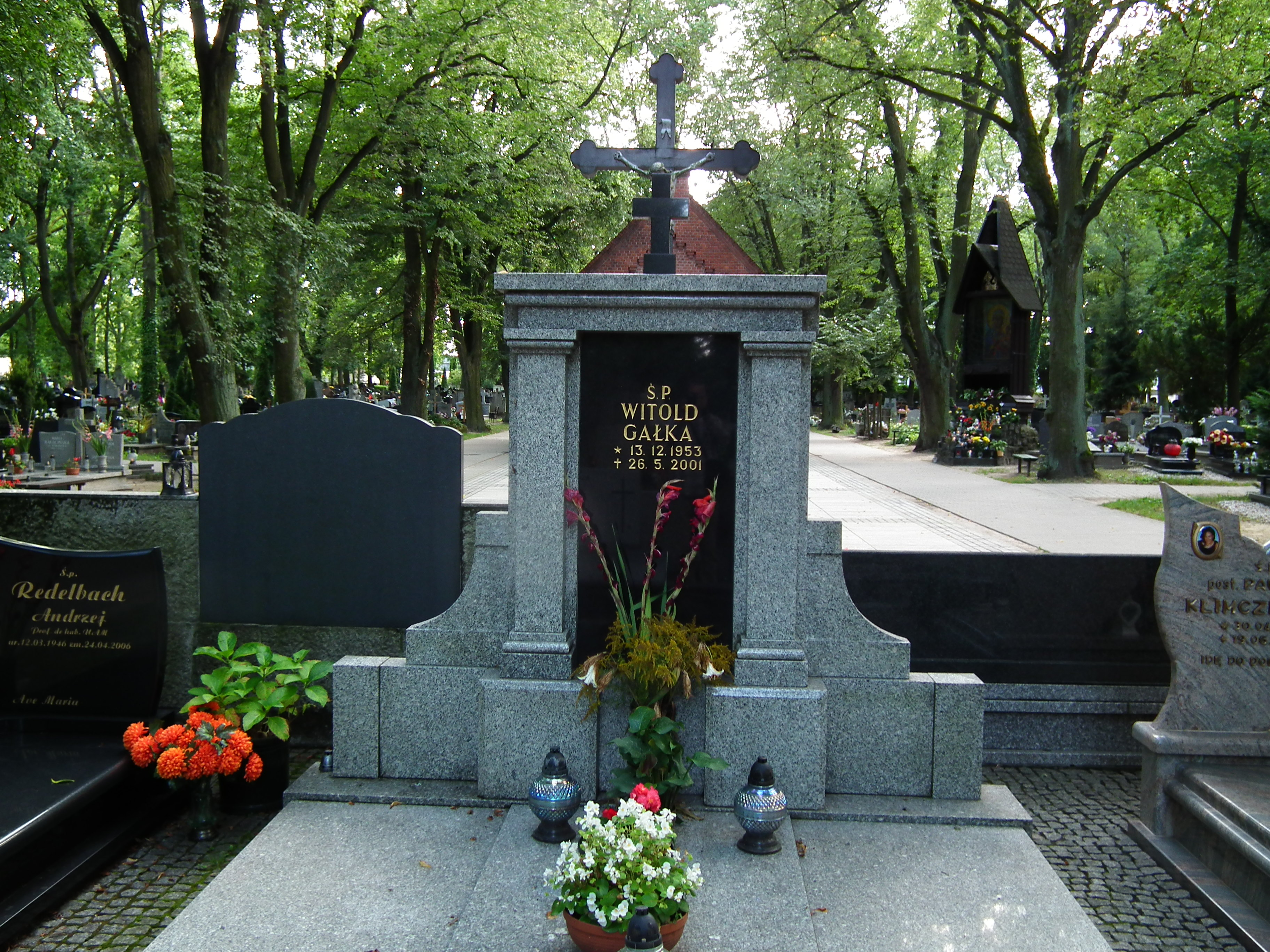
Nagrobek Witolda Gałki na cmentarzu Jeżyckim, a w tle kaplica św. Barbary

Witold Gałka (ur. 13 grudnia 1953 w Poznaniu, zm. 26 maja 2001 tamże) – polski historyk sztuki, poznański miejski konserwator zabytków, badacz architektury Poznania i Wielkopolski.

## Życiorys
Syn Kazimierza i Marii z domu Tomczak (rodzina od wielu pokoleń związana z Poznaniem). Absolwent Liceum Plastycznego w Poznaniu (1973) oraz historii sztuki na Wydziale Historycznym Uniwersytetu im. Adama Mickiewicza w Poznaniu (1978) – praca magisterska na temat gotyckiej architektury katedry gnieźnieńskiej). Od 1978 pracował w Pracowniach Konserwacji Zabytków, gdzie opracowywał kamienice na Starym Mieście w Poznaniu. Prowadził badania architektoniczne w Gnieźnie, Obornikach i Szamotułach. Od 1991 miejski konserwator zabytków w Poznaniu. Przewodził zespołowi badającemu poznańskie kościoły, w tym katedrę. Inicjator przywrócenia średniowiecznych rzeźb (kopii) na Starym Rynku w Poznaniu i na Pałacu Górków, a także rewaloryzacji Teatru Polskiego, Biblioteki Raczyńskich, Arkadii, Mostu Teatralnego i Dworcowego. Inicjator odtworzenia trzech fontann na Starym Rynku w Poznaniu, które znane były tylko z przekazów ikonograficznych (Apolla, Marsa i Neptuna). Autor kilkunastu publikacji na temat architektury Poznania i Wielkopolski. Ujawnił uznawany za zaginiony tzw. Miecz świętego Piotra. W 2001 opublikował obszerne dzieło O architekturze i plastyce dawnego Poznania do końca epoki baroku. W 1990 otrzymał medal Za ochronę zabytków województwa poznańskiego, a pośmiertnie 19 czerwca 2001 przyznano mu odznaczenia Zasłużony dla Miasta Poznania. Był żonaty z Grażyną i miał dwójkę dzieci - Katarzynę i Macieja.